# Фонсека Феррейра, Жуан Диогу
Жуан Диогу Фонсека Феррейра (порт. João Diogo Fonseca Ferreira; родился 22 марта 2001, Повуа-ди-Варзин) — португальский футболист, защитник клуба «Уотфорд».

## Клубная карьера
Начал футбольную карьеру в молодёжной команде «Риу Аве». В 2014 году присоединился к футбольной академии лиссабонской «Бенфики». 11 августа 2019 года дебютировал в составе «Бенфики B» (резервная команда «Бенфики») в матче против клуба «Эшторил-Прая». 25 января 2021 года дебютировал за главную команду «Бенфики» в матче португальской Примейры против «Насьонала».

## Карьера в сборной
Выступал за сборные Португалии до 15, до 16, до 17, до 18 и до 19 лет.